# Sportverein Waldhof Mannheim 07 1979-1980
Questa voce raccoglie le informazioni riguardanti lo Sportverein Waldhof Mannheim 07 nelle competizioni ufficiali della stagione 1979-1980.

## Stagione
Nella stagione 1979-1980 il Mannheim, allenato da Georg Gawliczek e Klaus Sinn, concluse il campionato di 2. Bundesliga al 11º posto. In Coppa di Germania il Mannheim fu eliminato al terzo turno dall'Eintracht Francoforte.

## Rosa
| N. |                     | Ruolo | Calciatore           |
| -- | ------------------- | ----- | -------------------- |
|    | Germania (bandiera) | P     | Walter Pradt         |
|    | Germania (bandiera) | P     | Uwe Zimmermann       |
|    | Germania (bandiera) | D     | Hans-Jürgen Arnswald |
|    | Germania (bandiera) | D     | Oskar Bauer          |
|    | Germania (bandiera) | D     | Roland Dickgießer    |
|    | Germania (bandiera) | D     | Stefan Knapp         |
|    | Germania (bandiera) | D     | Günter Sebert        |
|    | Germania (bandiera) | C     | Rainer Benzler       |
|    | Germania (bandiera) | C     | Wolfgang Böhni       |
|    | Germania (bandiera) | C     | Bernd Eck            |
|    | Germania (bandiera) | C     | Hans Hein            |
|    | Germania (bandiera) | C     | Thomas Knerr         |

| N. |                     | Ruolo | Calciatore          |
| -- | ------------------- | ----- | ------------------- |
|    | Germania (bandiera) | C     | Adrian Pisch        |
|    | Polonia (bandiera)  | C     | Marian Respondek    |
|    | Germania (bandiera) | C     | Dieter Schlindwein  |
|    | Germania (bandiera) | C     | Michael Schüßler    |
|    | Germania (bandiera) | A     | Günter Bruckert     |
|    | Germania (bandiera) | A     | Karl-Heinz Bührer   |
|    | Germania (bandiera) | A     | Karl-Heinz Emig     |
|    | Germania (bandiera) | A     | Karl-Heinz Harm     |
|    | Germania (bandiera) | A     | Willi Kiefer        |
|    | Germania (bandiera) | A     | Jürgen Makan        |
|    | Germania (bandiera) | A     | Matthias Weidenauer |

## Organigramma societario
Area tecnica
- Allenatore: Klaus Sinn
- Allenatore in seconda:
- Preparatore dei portieri:
- Preparatori atletici:

## Calciomercato

### Sessione estiva
| Acquisti | Acquisti          | Acquisti                   | Acquisti |
| R.       | Nome              | da                         | Modalità |
| -------- | ----------------- | -------------------------- | -------- |
| A        | Günter Bruckert   | FC Östringen               |          |
| A        | Karl-Heinz Bührer | Freiburger                 |          |
| A        | Willi Kiefer      | SV Südwest Ludwigshafen    |          |
| C        | Marian Respondek  | Heilbronn                  |          |
| P        | Uwe Zimmermann    | Waldhof Mannheim (allievi) |          |

| Cessioni | Cessioni         | Cessioni          | Cessioni |
| R.       | Nome             | a                 | Modalità |
| -------- | ---------------- | ----------------- | -------- |
| A        | Martin Bremer    | FSV Francoforte   |          |
| C        | Zlatan Cajkovski | Ulma              |          |
| C        | Jürgen Fischer   | Weinheim          |          |
| A        | Werner Nickel    | Kickers Stoccarda |          |
| D        | Paul Steiner     | Duisburg          |          |
| A        | Roland Vogel     | Eppingen          |          |

### Sessione invernale
| Acquisti | Acquisti | Acquisti | Acquisti |
| R.       | Nome     | da       | Modalità |
| -------- | -------- | -------- | -------- |

| Cessioni | Cessioni | Cessioni | Cessioni |
| R.       | Nome     | a        | Modalità |
| -------- | -------- | -------- | -------- |

## Risultati

### 2. Bundesliga

#### Girone di andata
| Arbitro: | Aldinger |

|                                    |           |  |
| Kiefer 49’, 67’ Hein 58’ Makan 77’ | Marcatori |  |

| Arbitro: | Könen |

|                                                     |           |          |
| Schüler 13’, 32’, 42’ Löw 73’ Reich 88’ Deinert 90’ | Marcatori | 52’ Hein |

| Arbitro: | Gschwender |

|                 |           |  |
| Kiefer 49’, 58’ | Marcatori |  |

| Arbitro: | Ferro |

|                                   |           |           |
| Wesseler 3’ Nathmann 13’ Bihn 63’ | Marcatori | 59’ Böhni |

| Arbitro: | Schumann |

|           |           |  |
| Bührer 8’ | Marcatori |  |

| Arbitro: | Hontheim |

|                             |           |                  |
| Groß 2’ Krauth 32’ Bold 40’ | Marcatori | 66’ (rig.) Pradt |

| Mannheim 8 settembre 1979 7ª giornata | Waldhof Mannheim | 0 – 0 referto | MTV Ingolstadt | Carl-Benz-Stadion (2 000 spett.)\| Arbitro: \| Kuhn \| |
| Arbitro:                              | Kuhn             |               |                |                                                        |

| Arbitro: | Schmoock |

|                         |           |            |
| Cestonaro 16’ Weiss 55’ | Marcatori | 31’ Bührer |

| Arbitro: | Dreher |

|                       |           |  |
| Sebert 13’ Bührer 89’ | Marcatori |  |

| Arbitro: | Wohlfarth |

|                                                     |           |           |
| Heidenreich 38’ Lieberwirth 56’ Weyerich 85’ (rig.) | Marcatori | 36’ Knapp |

| Arbitro: | Hontheim |

|                      |           |                |
| Kirschner 53’ (rig.) | Marcatori | 60’, 73’ Böhni |

| Arbitro: | Glaw |

|                      |           |                                 |
| Bührer 26’ Pisch 85’ | Marcatori | 7’ Heck 40’ Künkel 75’ Emmerich |

| Arbitro: | Joos |

|             |           |                     |
| Poulsen 27’ | Marcatori | 57’ Bührer 61’ Hein |

| 3 novembre 1979 14ª giornata |  | – Turno di riposo |  |  |

| Arbitro: | Regneri |

|              |           |  |
| Rohatsch 90’ | Marcatori |  |

| Arbitro: | Brückner |

|         |           |             |
| Hein 3’ | Marcatori | 20’ Schwarz |

| Arbitro: | Michel |

|                                                        |           |  |
| Dreher 21’, 72’ Allgöwer 24’, 28’, 75’, 88’ Nickel 36’ | Marcatori |  |

| Arbitro: | Engel |

|               |           |              |
| Hein 47’, 67’ | Marcatori | 65’ Hartmann |

| Arbitro: | Vielsack |

|                        |           |  |
| Sommerer 42’, 78’, 83’ | Marcatori |  |

| Arbitro: | Ermer |

|  |           |                                            |
|  | Marcatori | 15’ (rig.) Völler 62’ Grünewald 83’ Krause |

| Arbitro: | Treib |

|                             |           |          |
| Hein 6’ Bührer 9’ Pradt 71’ | Marcatori | 21’ Fink |

#### Girone di ritorno
| Arbitro: | Sahner |

|                       |           |            |
| Spohr 40’ Gartner 72’ | Marcatori | 76’ Kiefer |

| Arbitro: | Schumann |

|                  |           |           |
| Pradt 41’ (rig.) | Marcatori | 64’ Reich |

| Arbitro: | Könen |

|                      |           |            |
| Demange 12’ Lenz 27’ | Marcatori | 45’ Bührer |

| Arbitro: | Schmoock |

|                                    |           |  |
| Harm 68’ Pradt 82’ (rig.) Hein 90’ | Marcatori |  |

| Arbitro: | Gschwender |

|                          |           |                                   |
| Beller 13’ Schneider 77’ | Marcatori | 8’ Hein 37’ (rig.) Pradt 59’ Harm |

| Arbitro: | Ross |

|                  |           |                     |
| Pradt 85’ (rig.) | Marcatori | 50’ Groß 71’ Struth |

| Arbitro: | Dücker |

|  |           |                   |
|  | Marcatori | 23’ Hein 70’ Harm |

| Arbitro: | Glaw |

|          |           |  |
| Harm 66’ | Marcatori |  |

| Arbitro: | Ulm |

|                                     |           |                |
| Klein 76’ Sarroca 78’, 90’ Wohl 86’ | Marcatori | 12’ Dickgießer |

| Arbitro: | Linn |

|                  |           |                   |
| Pradt 89’ (rig.) | Marcatori | 53’, 88’ Szymanek |

| Arbitro: | Wohlfarth |

|                      |           |  |
| Schlindwein 28’, 41’ | Marcatori |  |

| Arbitro: | Treib |

|                               |           |  |
| Novković 32’ Michelberger 73’ | Marcatori |  |

| Arbitro: | Brehm |

|                            |           |  |
| Künkel 26’ (rig.) Heck 75’ | Marcatori |  |

| Arbitro: | Walz |

|                   |           |           |
| Sebert 52’ (rig.) | Marcatori | 11’ Marek |

| 4 maggio 1980 36ª giornata |  | – Turno di riposo |  |  |

| Arbitro: | Schmidhuber |

|          |           |                       |
| Emig 45’ | Marcatori | 79’ Nathmann 90’ Hupp |

| Arbitro: | Brehm |

|  |           |                               |
|  | Marcatori | 68’ Schlindwein 70’ Respondek |

| Arbitro: | Jupe |

|                |           |             |
| Schlindwein 9’ | Marcatori | 3’ Allgöwer |

| Arbitro: | Ulm |

|                          |           |                         |
| Slijepcevic 15’ Ruhs 21’ | Marcatori | 48’ Respondek 55’ Böhni |

| Arbitro: | Röder |

|                                             |           |                                  |
| Kiefer 19’ Bauer 30’ Hein 44’ Respondek 53’ | Marcatori | 13’ Schmitz 38’ Brand 85’ Breuer |

| Arbitro: | Schumann |

|                        |           |                                  |
| Knecht 59’, 75’ (rig.) | Marcatori | 13’, 28’ Kiefer 87’ (rig.) Pradt |

### Coppa di Germania
| Arbitro: | Tritschler |

|                                                   |           |             |
| Hein 6’ Bruckert 38’, 79’ Arnswald 40’ Kiefer 63’ | Marcatori | 59’ Mischer |

| Arbitro: | Dahler |

|                                                             |           |                       |
| Böhni 6’, 53’ Bührer 15’, 24’ Sebert 35’ Hein 38’ Pisch 65’ | Marcatori | 63’ Gutmann 75’ Härle |

| Arbitro: | Nickel |

|                        |           |  |
| Pezzey 4’ Borchers 65’ | Marcatori |  |

## Statistiche

### Statistiche di squadra
| Competizione      | Punti | In casa | In casa | In casa | In casa | In casa | In casa | In trasferta | In trasferta | In trasferta | In trasferta | In trasferta | In trasferta | Totale | Totale | Totale | Totale | Totale | Totale | DR  |
| Competizione      | Punti | G       | V       | N       | P       | Gf      | Gs      | G            | V            | N            | P            | Gf           | Gs           | G      | V      | N      | P      | Gf     | Gs     | DR  |
| ----------------- | ----- | ------- | ------- | ------- | ------- | ------- | ------- | ------------ | ------------ | ------------ | ------------ | ------------ | ------------ | ------ | ------ | ------ | ------ | ------ | ------ | --- |
| 2. Bundesliga     | 38    | 20      | 10      | 5       | 5       | 33      | 21      | 20           | 6            | 1            | 13           | 24           | 48           | 40     | 16     | 6      | 18     | 57     | 69     | -12 |
| Coppa di Germania | -     | 2       | 2       | 0       | 0       | 12      | 3       | 1            | 0            | 0            | 1            | 0            | 2            | 3      | 2      | 0      | 1      | 12     | 5      | +7  |
| Totale            | 38    | 22      | 12      | 5       | 5       | 45      | 24      | 21           | 6            | 1            | 14           | 24           | 50           | 43     | 18     | 6      | 19     | 69     | 74     | -5  |

### Andamento in campionato
| Giornata  | 1 | 2  | 3 | 4  | 5 | 6  | 7  | 8  | 9  | 10 | 11 | 12 | 13 | 14 | 15 | 16 | 17 | 18 | 19 | 20 | 21 | 22 | 23 | 24 | 25 | 26 | 27 | 28 | 29 | 30 | 31 | 32 | 33 | 34 | 35 | 36 | 37 | 38 | 39 | 40 | 41 | 42 |
| --------- | - | -- | - | -- | - | -- | -- | -- | -- | -- | -- | -- | -- | -- | -- | -- | -- | -- | -- | -- | -- | -- | -- | -- | -- | -- | -- | -- | -- | -- | -- | -- | -- | -- | -- | -- | -- | -- | -- | -- | -- | -- |
| Luogo     | C | T  | C | T  | C | T  | C  | T  | C  | T  | T  | C  | T  |    | T  | C  | T  | C  | T  | C  | C  | T  | C  | T  | C  | T  | C  | T  | C  | T  | C  | C  | T  | T  | C  |    | C  | T  | C  | T  | C  | T  |
| Risultato | V | P  | V | P  | V | P  | N  | P  | V  | P  | V  | P  | V  |    | P  | N  | P  | V  | P  | P  | V  | P  | N  | P  | V  | V  | P  | V  | V  | P  | P  | V  | P  | P  | N  |    | P  | V  | N  | N  | V  | V  |
| Posizione | 1 | 13 | 6 | 12 | 7 | 13 | 12 | 15 | 12 | 12 | 11 | 12 | 9  | 12 | 14 | 13 | 14 | 13 | 14 | 15 | 12 | 14 | 14 | 16 | 14 | 12 | 12 | 11 | 11 | 11 | 12 | 11 | 12 | 13 | 14 | 14 | 16 | 15 | 16 | 15 | 12 | 11 |

Legenda:

Luogo: C = Casa; T = Trasferta. Risultato: V = Vittoria; N = Pareggio; P = Sconfitta.

### Statistiche dei giocatori
| Giocatore      | 2. Bundesliga | 2. Bundesliga | 2. Bundesliga | 2. Bundesliga | Coppa di Germania | Coppa di Germania | Coppa di Germania | Coppa di Germania | Totale   | Totale | Totale      | Totale     |
| Giocatore      | Presenze      | Reti          | Ammonizioni   | Espulsioni    | Presenze          | Reti              | Ammonizioni       | Espulsioni        | Presenze | Reti   | Ammonizioni | Espulsioni |
| -------------- | ------------- | ------------- | ------------- | ------------- | ----------------- | ----------------- | ----------------- | ----------------- | -------- | ------ | ----------- | ---------- |
| H. Arnswald    | 27            | 0             | 3             | 0             | 2                 | 1                 | 0                 | 0                 | 29       | 1      | 3           | 0          |
| O. Bauer       | 38            | 1             | 6             | 0             | 3                 | 0                 | 0                 | 0                 | 41       | 1      | 6           | 0          |
| R. Benzler     | 3             | 0             | 0             | 0             | 0                 | 0                 | 0                 | 0                 | 3        | 0      | 0           | 0          |
| G. Bruckert    | 23            | 0             | 0             | 0             | 1                 | 2                 | 0                 | 0                 | 24       | 2      | 0           | 0          |
| W. Böhni       | 39            | 4             | 4             | 0             | 3                 | 2                 | 0                 | 0                 | 42       | 6      | 4           | 0          |
| K. Bührer      | 35            | 7             | 5             | 0             | 3                 | 2                 | 0                 | 0                 | 38       | 9      | 5           | 0          |
| R. Dickgießer  | 37            | 1             | 6             | 0             | 2                 | 0                 | 0                 | 0                 | 39       | 1      | 6           | 0          |
| B. Eck         | 6             | 0             | 0             | 0             | 0                 | 0                 | 0                 | 0                 | 6        | 0      | 0           | 0          |
| K. Emig        | 1             | 1             | 0             | 0             | 0                 | 0                 | 0                 | 0                 | 1        | 1      | 0           | 0          |
| K. Harm        | 22            | 4             | 3             | 1             | 2                 | 0                 | 1                 | 0                 | 24       | 4      | 4           | 1          |
| H. Hein        | 38            | 11            | 3             | 0             | 3                 | 2                 | 0                 | 0                 | 41       | 13     | 3           | 0          |
| W. Kiefer      | 31            | 8             | 3             | 0             | 3                 | 1                 | 0                 | 0                 | 34       | 9      | 3           | 0          |
| S. Knapp       | 36            | 1             | 9             | 0             | 2                 | 0                 | 0                 | 0                 | 38       | 1      | 9           | 0          |
| T. Knerr       | 0             | 0             | 0             | 0             | 0                 | 0                 | 0                 | 0                 | 0        | 0      | 0           | 0          |
| J. Makan       | 11            | 1             | 0             | 0             | 1                 | 0                 | 0                 | 0                 | 12       | 1      | 0           | 0          |
| A. Pisch       | 4             | 1             | 0             | 0             | 2                 | 1                 | 0                 | 0                 | 6        | 2      | 0           | 0          |
| W. Pradt       | 40            | 8             | 1             | 0             | 2                 | 0                 | 0                 | 0                 | 42       | 8      | 1           | 0          |
| M. Respondek   | 30            | 3             | 3             | 0             | 3                 | 0                 | 0                 | 0                 | 33       | 3      | 3           | 0          |
| D. Schlindwein | 18            | 4             | 2             | 0             | 1                 | 0                 | 0                 | 0                 | 19       | 4      | 2           | 0          |
| M. Schüßler    | 20            | 0             | 7             | 2             | 1                 | 0                 | 0                 | 0                 | 21       | 0      | 7           | 2          |
| G. Sebert      | 37            | 2             | 3             | 0             | 3                 | 1                 | 0                 | 0                 | 40       | 3      | 3           | 0          |
| M. Weidenauer  | 5             | 0             | 0             | 0             | 0                 | 0                 | 0                 | 0                 | 5        | 0      | 0           | 0          |
| U. Zimmermann  | 0             | 0             | 0             | 0             | 1                 | 0                 | 0                 | 0                 | 1        | 0      | 0           | 0          |